# 12e étape du Tour d'Espagne 2015
La 12e étape du Tour d'Espagne 2015 s'est déroulée le jeudi 3 septembre 2015, entre Escaldes-Engordany et Lérida, sur une distance de 173 km.

## Parcours
Le Col de Bóixols est sur le parcours.

## Résultats

### Classement de l'étape
| Classement de l'étape | Classement de l'étape | Classement de l'étape | Classement de l'étape | Classement de l'étape |
|                       | Coureur               | Pays                  | Équipe                | Temps                 |
| --------------------- | --------------------- | --------------------- | --------------------- | --------------------- |
| 1er                   | Danny van Poppel      | Pays-Bas              | Trek Factory Racing   | en 4 h 2 min 11 s     |
| 2e                    | Daryl Impey           | Afrique du Sud        | Orica-GreenEDGE       | + 0 s                 |
| 3e                    | Tosh Van der Sande    | Belgique              | Lotto-Soudal          | + 0 s                 |
| 4e                    | Nikolas Maes          | Belgique              | Etixx-Quick Step      | + 0 s                 |
| 5e                    | John Degenkolb        | Allemagne             | Giant-Alpecin         | + 0 s                 |
| 6e                    | Jempy Drucker         | Luxembourg            | BMC Racing            | + 0 s                 |
| 7e                    | Tom Van Asbroeck      | Belgique              | Lotto NL-Jumbo        | + 0 s                 |
| 8e                    | Kristian Sbaragli     | Italie                | MTN-Qhubeka           | + 0 s                 |
| 9e                    | José Joaquín Rojas    | Espagne               | Movistar              | + 0 s                 |
| 10e                   | Leonardo Duque        | Colombie              | Colombia              | + 0 s                 |
| modifier              |                       |                       |                       |                       |

### Classements à l'issue de l'étape

#### Classement général
| Classement général | Classement général | Classement général | Classement général | Classement général    |
|                    | Coureur            | Pays               | Équipe             | Temps                 |
| ------------------ | ------------------ | ------------------ | ------------------ | --------------------- |
| 1er                | Fabio Aru          | Italie             | Astana             | en + 47 h 14 min 30 s |
| 2e                 | Joaquim Rodríguez  | Espagne            | Katusha            | + 27 s                |
| 3e                 | Tom Dumoulin       | Pays-Bas           | Giant-Alpecin      | 30 s                  |
| 4e                 | Rafał Majka        | Pologne            | Tinkoff-Saxo       | + 1 min 28 s          |
| 5e                 | Esteban Chaves     | Colombie           | Orica-GreenEDGE    | + 1 min 29 s          |
| 6e                 | Alejandro Valverde | Espagne            | Movistar           | + 1 min 52 s          |
| 7e                 | Daniel Moreno      | Espagne            | Katusha            | + 1 min 54 s          |
| 8e                 | Mikel Nieve        | Espagne            | Sky                | + 1 min 58 s          |
| 9e                 | Nairo Quintana     | Colombie           | Movistar           | + 3 min 7 s           |
| 10e                | Louis Meintjes     | Afrique du Sud     | MTN-Qhubeka        | + 4 min 15 s          |
| modifier           |                    |                    |                    |                       |